# 박노경 (성악가)
박노경(朴魯慶, 1935년 4월~2024년 10월 20일)은 대한민국의 성악가, 대학교수이다.

## 학력
- 1958년 서울대학교 음악대학 성악과 졸업
- 1964년 독일 뮌헨 국립 음악대학 대학원 성악과 졸업

## 경력
- 1965년~1970년 한양대학교 음악대학 성악과 교수
- 1965년~1980년 국립오페라단 단원
- 1970년~2000년 서울대학교 음악대학 성악과 교수
- 2000년 서울대학교 음악대학 성악과 명예교수
- 2007년 대한민국예술원 회원

## 상훈
- 2000년 옥조근정훈장

## 가족 관계
- 아버지: 박지근(1890년~1962년)
- 아들: 김승근
- 손자: 김한